# نواف صالح الحديد
نواف صالح الحديد (1880-1949)،عضو مجلس الشعب السوري وضابط عثماني وزعيم قومي.

## حياته
ولد الشيخ نواف في بلدة البويدر بمحافظة حلب السورية سنة 1880، تخرج من مدرسة الاعيان، ثم من الكلية الحربية في اسطنبول والتحق بالجيش العثماني سنة 1902، وتتدرج على رتبه حتى أصبح بكباش، أي مقدم، كما تولى حكم قبيلته رسميا بعد وفات شقيقه الشيخ شامان سنة 1915، ناصر وساند الكتلة الوطنية السورية سنة 1928، وترشح بدعم من جموع الحديدين واصبح عضو بمجلس الشعب السوري سنة 1934، كان فصيحا ومتحدثا ومحاورا جريئا ومثقفا ومحكما ويتمتع بشخصية قوية، تولى إدارة مئات قضايا المصالحات الاجتماعية ونزعات المناطقية على الأراضي، والفدية، والورث، الخ. منحته الحكومة الفرنسية وسام جوقة الشرف برتبة فارس، لمساهمته بنشر الأمن وتطوير الأراضي الزراعية الخاصة بقومه بعد ان ادخل عليها الالات الزراعة الحديثة المميكنة، حيث اشتهرت منتوجاتهم بجودتها العالية، وافته المنية سنة 1949.